# Schizochitonidae
Famille
Les Schizochitonidae sont une famille de mollusques polyplacophores du sous-ordre des Chitonina (chitons).

## Liste des genres
Selon ITIS (30 décembre 2013) :
- genre Lorica H. Adams et A. Adams, 1852
- genre Loricella Pilsbry, 1893
- genre Schizochiton Gray, 1847

Selon NCBI (16 janvier 2025) et World Register of Marine Species (16 janvier 2025) :
- genre Schizochiton Gray, 1847